# Elecciones municipales de 2019 en la Comunidad de Madrid
Las elecciones municipales de 2019 en la Comunidad de Madrid se celebraron el 26 de mayo, junto con las de la Asamblea de Madrid. El Partido Popular fue el ganador de las elecciones aunque con el peor resultado en su historia, obteniendo solo un 24,59% y perdiendo 159 concejales, pero habiendo recuperado la alcaldía de la capital, siendo investido José Luis Martínez-Almeida como alcalde de Madrid; por su parte el PSOE-M subió quedándose solo a 4 puntos porcentuales (a 109 concejales) de superar al PP-M. Estas elecciones vieron la ruptura de la izquierda a consecuencia del fin de la lista unitaria en 2015 de Ahora Madrid. Esto provocó que salieran dos listas la de Más Madrid, liderada por Manuela Carmena (en aquel momento alcaldesa de Madrid), que se presentó en unión con Equo y la de Madrid en Pie (formada por críticos a la gestión de Carmena en el ayuntamiento), liderada por Carlos Sánchez Mato, que es una unión de Izquierda Unida, Bancada Municipalista, Anticapitalistas y con el apoyo de Podemos. Ciudadanos por otra parte vio una subida de 120 concejales y la obtención de una mayoría absoluta por el municipio de la Acebeda, mientras que Vox subió 7 puntos porcentuales que le llevaron de 5 concejales que obtuvieron en las elecciones municipales de 2015 a 140 concejales, lo cual es mayor que el total de concejales que tienen todos los partidos de la izquierda sin contar al PSOE-M.
En el siguiente mapa, se muestran las mayorías absolutas y simples conseguidas por los diferentes partidos en cada municipio.

## Resultados electorales

### Resultados globales
| ← Elecciones municipales de 2019 en la Comunidad de Madrid →                        |           |       |       |            |            |                                     |                                     |
| Partido                                                                             | Votos     | Votos | Votos | Concejales | Concejales | Mayorías Absolutas                  | Mayorías Absolutas                  |
| Partido                                                                             | Total     | %     | ±pp   | Total      | +/-        | Total                               | +/-                                 |
| PPCM                                                                                | 796.980   | 24,59 | 8,28  | 762        | -159       | 47                                  | -14                                 |
| PSOE                                                                                | 679.401   | 20,96 | 2,80  | 653        | +130       | 25                                  | +9                                  |
| Cs                                                                                  | 548.161   | 16,91 | 6,37  | 257        | +120       | 1                                   | ±0                                  |
| Más Madrid                                                                          | 535.883   | 16,53 | Nuevo | 27         | ±0         | 0                                   | ±0                                  |
| Vox                                                                                 | 252.206   | 7,78  | 7     | 140        | +135       | 0                                   | ±0                                  |
| Podemos-IU                                                                          | 84.455    | 2,61  | Nuevo | 64         | ±0         | 0                                   | ±0                                  |
| IU-MpM                                                                              | 60.571    | 1,87  | Nuevo | 18         | ±0         | 1                                   | ±0                                  |
| Podemos                                                                             | 39.092    | 1,21  | Nuevo | 27         | ±0         | 0                                   | ±0                                  |
| VT                                                                                  | 5440      | 0,17  | 0,01  | 11         | -1         | 1                                   | ±0                                  |
| PIM-Villalbilla                                                                     | 3428      | 0,11  | 0,02  | 10         | ±0         | 1                                   | ±0                                  |
| UCIN                                                                                | 3193      | 0,10  | 0,06  | 13         | +5         | 1                                   | +1                                  |
| Resto 1                                                                             | 132.469   | 4,09  | 0,49  | 153        | -118       | 0                                   | -3                                  |
|                                                                                     |           |       |       |            |            |                                     |                                     |
| Participación                                                                       | 3.255.776 | 67,64 | 0,75  | 2.317      | 12         | Participación:\| \| 67,64 % \|0,75% | Participación:\| \| 67,64 % \|0,75% |
| Voto en blanco                                                                      | 19.439    | 0,60  | 0,11  | n/a        | n/a        | Participación:\| \| 67,64 % \|0,75% | Participación:\| \| 67,64 % \|0,75% |
| Votos nulos                                                                         | 16.335    | 0,50  | 0,63  | n/a        | n/a        | Participación:\| \| 67,64 % \|0,75% | Participación:\| \| 67,64 % \|0,75% |
| 1 Partidos minoritarios que obtuvieron menos de 3 concejales y no aparecen listados |           |       |       |            |            |                                     |                                     |
|                                                                                     | 67,64 %   |       |       |            |            |                                     |                                     |

### Resultados en los principales municipios
En la siguiente tabla se muestran los resultados electorales en los 20 municipios más habitados de la Comunidad de Madrid.
| Municipio     | Municipio                       | Alcalde y gobierno municipal electo                                                         | Partido    | Votos   | %     | Concejales | +/- | Alcalde y gobierno municipal anterior                                        |
| ------------- | ------------------------------- | ------------------------------------------------------------------------------------------- | ---------- | ------- | ----- | ---------- | --- | ---------------------------------------------------------------------------- |
|               | Madrid 57 concejales            | - Alcalde: José Luis Martínez-Almeida (PPCM) - Gobierno municipal: PPCM e Cs                | Más Madrid | 505 159 | 30,99 | 19         | 1   | - Alcalde: Manuela Carmena (Más Madrid) - Gobierno municipal: Más Madrid     |
| PPCM          | Madrid 57 concejales            | - Alcalde: José Luis Martínez-Almeida (PPCM) - Gobierno municipal: PPCM e Cs                | 395 344    | 24,25   | 15    | 6          |     | - Alcalde: Manuela Carmena (Más Madrid) - Gobierno municipal: Más Madrid     |
| Cs            | Madrid 57 concejales            | - Alcalde: José Luis Martínez-Almeida (PPCM) - Gobierno municipal: PPCM e Cs                | 312 536    | 19,17   | 11    | 4          |     | - Alcalde: Manuela Carmena (Más Madrid) - Gobierno municipal: Más Madrid     |
| PSOE-M        | Madrid 57 concejales            | - Alcalde: José Luis Martínez-Almeida (PPCM) - Gobierno municipal: PPCM e Cs                | 224 074    | 13,75   | 8     | 1          |     | - Alcalde: Manuela Carmena (Más Madrid) - Gobierno municipal: Más Madrid     |
| Vox           | Madrid 57 concejales            | - Alcalde: José Luis Martínez-Almeida (PPCM) - Gobierno municipal: PPCM e Cs                | 124 969    | 7,67    | 4     | 4          |     | - Alcalde: Manuela Carmena (Más Madrid) - Gobierno municipal: Más Madrid     |
|               | Móstoles 27 concejales          | - Alcaldesa: Noelia Posse (PSOE-M) - Gobierno municipal: PSOE-M, MMGM e Podemos             | PSOE-M     | 32 579  | 33,63 | 10         | 3   | - Alcaldesa: Noelia Posse (PSOE-M) - Gobierno municipal:PSOE-M               |
| PPCM          | Móstoles 27 concejales          | - Alcaldesa: Noelia Posse (PSOE-M) - Gobierno municipal: PSOE-M, MMGM e Podemos             | 20 149     | 20,80   | 6     | 6          |     | - Alcaldesa: Noelia Posse (PSOE-M) - Gobierno municipal:PSOE-M               |
| Cs            | Móstoles 27 concejales          | - Alcaldesa: Noelia Posse (PSOE-M) - Gobierno municipal: PSOE-M, MMGM e Podemos             | 16 466     | 17,00   | 5     | 5          |     | - Alcaldesa: Noelia Posse (PSOE-M) - Gobierno municipal:PSOE-M               |
| MMGM          | Móstoles 27 concejales          | - Alcaldesa: Noelia Posse (PSOE-M) - Gobierno municipal: PSOE-M, MMGM e Podemos             | 8 125      | 8,39    | 2     | 4          |     | - Alcaldesa: Noelia Posse (PSOE-M) - Gobierno municipal:PSOE-M               |
| Vox           | Móstoles 27 concejales          | - Alcaldesa: Noelia Posse (PSOE-M) - Gobierno municipal: PSOE-M, MMGM e Podemos             | 7 379      | 7,62    | 2     | 2          |     | - Alcaldesa: Noelia Posse (PSOE-M) - Gobierno municipal:PSOE-M               |
| Podemos       | Móstoles 27 concejales          | - Alcaldesa: Noelia Posse (PSOE-M) - Gobierno municipal: PSOE-M, MMGM e Podemos             | 7 126      | 7,36    | 2     | 2          |     | - Alcaldesa: Noelia Posse (PSOE-M) - Gobierno municipal:PSOE-M               |
|               | Alcalá de Henares 27 concejales | - Alcalde: Javier R. Palacios (PSOE-M) - Gobierno municipal: PSOE-M                         | PSOE-M     | 32 999  | 36,89 | 12         | 5   | - Alcalde: Javier R.Palacios (PSOE-M) - Gobierno municipal: PSOE-M           |
| Cs            | Alcalá de Henares 27 concejales | - Alcalde: Javier R. Palacios (PSOE-M) - Gobierno municipal: PSOE-M                         | 17 118     | 19,13   | 6     | 2          |     | - Alcalde: Javier R.Palacios (PSOE-M) - Gobierno municipal: PSOE-M           |
| PPCM          | Alcalá de Henares 27 concejales | - Alcalde: Javier R. Palacios (PSOE-M) - Gobierno municipal: PSOE-M                         | 15 144     | 16,93   | 5     | 3          |     | - Alcalde: Javier R.Palacios (PSOE-M) - Gobierno municipal: PSOE-M           |
| Vox           | Alcalá de Henares 27 concejales | - Alcalde: Javier R. Palacios (PSOE-M) - Gobierno municipal: PSOE-M                         | 7022       | 7,85    | 2     | 2          |     | - Alcalde: Javier R.Palacios (PSOE-M) - Gobierno municipal: PSOE-M           |
| Podemos-IU    | Alcalá de Henares 27 concejales | - Alcalde: Javier R. Palacios (PSOE-M) - Gobierno municipal: PSOE-M                         | 6675       | 7,46    | 2     | 1          |     | - Alcalde: Javier R.Palacios (PSOE-M) - Gobierno municipal: PSOE-M           |
|               | Fuenlabrada 27 concejales       | - Alcalde: Javier Ayala Ortega (PSOE-M) - Gobierno municipal: PSOE-M (en Mayoría Absoluta)  | PSOE-M     | 48 743  | 55,54 | 16         | 3   | - Alcalde: Javier Ayala Ortega (PSOE-M) - Gobierno municipal: PSOE-M         |
| Cs            | Fuenlabrada 27 concejales       | - Alcalde: Javier Ayala Ortega (PSOE-M) - Gobierno municipal: PSOE-M (en Mayoría Absoluta)  | 11 685     | 13,31   | 4     | ±0         |     | - Alcalde: Javier Ayala Ortega (PSOE-M) - Gobierno municipal: PSOE-M         |
| PPCM          | Fuenlabrada 27 concejales       | - Alcalde: Javier Ayala Ortega (PSOE-M) - Gobierno municipal: PSOE-M (en Mayoría Absoluta)  | 9581       | 10,92   | 3     | 2          |     | - Alcalde: Javier Ayala Ortega (PSOE-M) - Gobierno municipal: PSOE-M         |
| Vox           | Fuenlabrada 27 concejales       | - Alcalde: Javier Ayala Ortega (PSOE-M) - Gobierno municipal: PSOE-M (en Mayoría Absoluta)  | 6317       | 7,20    | 2     | 2          |     | - Alcalde: Javier Ayala Ortega (PSOE-M) - Gobierno municipal: PSOE-M         |
| Podemos-IU-GF | Fuenlabrada 27 concejales       | - Alcalde: Javier Ayala Ortega (PSOE-M) - Gobierno municipal: PSOE-M (en Mayoría Absoluta)  | 5739       | 6,54    | 2     | 3          |     | - Alcalde: Javier Ayala Ortega (PSOE-M) - Gobierno municipal: PSOE-M         |
|               | Leganés 27 concejales           | - Alcalde: Santiago Llorente Gutiérrez (PSOE-M) - Gobierno municipal: PSOE-M e MM-Leganemos | PSOE-M     | 30 133  | 32,39 | 10         | 4   | - Alcalde: Santiago Llorente Gutiérrez (PSOE-M) - Gobierno municipal: PSOE-M |
| ULEG          | Leganés 27 concejales           | - Alcalde: Santiago Llorente Gutiérrez (PSOE-M) - Gobierno municipal: PSOE-M e MM-Leganemos | 14 491     | 15,58   | 4     | 2          |     | - Alcalde: Santiago Llorente Gutiérrez (PSOE-M) - Gobierno municipal: PSOE-M |
| PPCM          | Leganés 27 concejales           | - Alcalde: Santiago Llorente Gutiérrez (PSOE-M) - Gobierno municipal: PSOE-M e MM-Leganemos | 14 311     | 15,38   | 4     | 2          |     | - Alcalde: Santiago Llorente Gutiérrez (PSOE-M) - Gobierno municipal: PSOE-M |
| Podemos.IU    | Leganés 27 concejales           | - Alcalde: Santiago Llorente Gutiérrez (PSOE-M) - Gobierno municipal: PSOE-M e MM-Leganemos | 10 374     | 11,15   | 3     | 2          |     | - Alcalde: Santiago Llorente Gutiérrez (PSOE-M) - Gobierno municipal: PSOE-M |
| Cs            | Leganés 27 concejales           | - Alcalde: Santiago Llorente Gutiérrez (PSOE-M) - Gobierno municipal: PSOE-M e MM-Leganemos | 9695       | 10,42   | 3     | 1          |     | - Alcalde: Santiago Llorente Gutiérrez (PSOE-M) - Gobierno municipal: PSOE-M |
| MM-Leganemos  | Leganés 27 concejales           | - Alcalde: Santiago Llorente Gutiérrez (PSOE-M) - Gobierno municipal: PSOE-M e MM-Leganemos | 6803       | 7,31    | 2     | 4          |     | - Alcalde: Santiago Llorente Gutiérrez (PSOE-M) - Gobierno municipal: PSOE-M |
| Vox           | Leganés 27 concejales           | - Alcalde: Santiago Llorente Gutiérrez (PSOE-M) - Gobierno municipal: PSOE-M e MM-Leganemos | 5632       | 6,05    | 1     | 1          |     | - Alcalde: Santiago Llorente Gutiérrez (PSOE-M) - Gobierno municipal: PSOE-M |